# Follow Your Heart
Follow Your Heart  is het eerste album van het Britse progressieve-rockduo Jim Leverton en Geoffrey Richardson.

## Tracklist
1. Golden Ring
2. Ordinary Man
3. Fool's Gold
4. Walk Don't Run
5. Sunny Afternoon
6. Ain't You Gald (New York)
7. Phone Call Away
8. Save Your Love
9. Waltzing's For Dreamers
10. Sea Of Heartbreak
11. Follow Your Heart
12. Marie

## Bezetting
- Geoffrey Richardson, viool, altviool, akoestische gitaar, mandoline, klarinet, dwarsfluit
- Jim Leverton, zang, basgitaar, akoestische gitaar, piano, keyboards

Met:
- Ian Maidman (drums, percussie)
- Annie Whitehead (trombone)
- Steven Fletcher (achtergrondzang)